# Wladislaw Germanowitsch Agafonnikow
Wladislaw Germanowitsch Agafonnikow (russisch Владислав Германович Агафонников; * 18. Mai 1936 in Podolsk) ist ein sowjetischer und russischer Komponist.

## Leben
Wladislaw Agafonnikow wurde in Podolsk als Spross einer Musikerfamilie geboren. Im Jahr 1944 trat er in die Chorkunstakademie Moskau ein, die er 1954 mit Auszeichnung abschloss. Anschließend studierte er am Moskauer Konservatorium Klavier bei Ya. I. Zak und Komposition bei V. Ya. Shebalin, bei dem er auch sein Postgraduiertenstudium absolvierte. Von 1958 bis 1983 unterrichtete er an der Moskauer Chorkunstakademie, seit 1961 lehrte er am Moskauer Staatskonservatorium.
1964 wurde er Mitglied des Komponistenverbandes der UdSSR.
Seit 1973 ist er Mitglied des Komponistenverbandes der RSFSR und später des Russischen Komponistenverbandes.
Zu seinen Kompositionsschülern zählen Sergei Tschekryschow, Gleb Petschenkin und Danijar Dianow; er hat Musiker wie Oleh Krysa, Alexei Rybnikow, Wladimir Martynow und Mark Minkow unterrichtet, um nur einige zu nennen.

### Familie
Agafonnikows Großvater war der orthodoxe Erzpriester Nikolai Wladimirowitsch Agafonnikow (1876–1937), der während des stalinistischen Terrors ermordet und 2000 zum Heiligen erhoben wurde. Wladislaw Agafonnikow widmete 2000 seine Komposition Всенощное бдение (Vigil) seinem Andenken.
Nikolai Agafonnikows sechs Söhne wurden allesamt Musiker, darunter Wladislaw Agafonnikows Vater German Nikolajewitsch Agafonnikow (1901–1964), der Chorleiter des Moskauer Operettentheaters sowie verschiedener Kirchenchöre war, sowie sein Onkel Nikolai Nikolajewitsch Agafonnikow (1918–1982), der am Leningrader Konservatorium Professor für Instrumentation war. Wladislaw Agafonnikows Bruder war der Dirigent und Chorleiter Igor Germanowitsch Agafonnikow (1932–2005), der unter anderem das Alexandrow-Ensemble leitete.

## Werke

### Opern
- 1968 – Anna Snegina
- 1993 – Sergei Jessenin
- 1995 – Juri Dolgoruki
- 1997 – Po schtschutschjemu weleniju („Der Wille der Bestie“)
- 1999 – Wanka Schukow
- 2001 – Chordon
- 2002 – Sloumyschlennik („Der Eindringling“)
- 2003 – Morosko
- 2003 – Li Sun Sin

### Ballettmusiken
- 1986 – Timur und seine Bande
- 1992 – Ruslan und Ljudmila, basierend auf der gleichnamigen Oper von Michail Glinka

### Vokalwerke
- Sechs Chordichtungen auf Verse von Rimma Kasakowa, (1982)
- Ballade über die Violine für Kinderchor und Violine (Text von A. Barenboim, 1978)
- Nocturnes. 13 Männerchöre zu Gedichten von S. Esenin (1990)
- Liturgie des Heiligen Johannes Chrysostomus (1995)
- Vigil (2000)
- Bearbeitungen russischer Volkslieder

### Klavierwerke
- Klavieralbum für Kinder (1976)
- Musikalische Spiele für Klavieranfänger (1987)
- Sechs Stücke für Klavier (1990)

### Werke für Orchester
- Triptychon für Streichorchester (1976)
- „Wladimir Lubok“. Capriccio für Sinfonieorchester (1982)
- Konzert für Klavier und Orchester zum Gedenken an J.I. Zak (1982)
- Symphonie zum Gedenken an V. Y. Shebalin (1983)
- Kantate „Zum 60. Jahrestag des Sieges“ (2005)

### Filmografie
- 1969 – Anna Snegina
- 1969 – Snegurka („Das Schneemädchen“)
- 1970 – Semja kak semja („Familie als Familie“)
- 1972 – Nachlebnik („Der Kostgänger“) nach Iwan Turgenew

## Auszeichnungen und Titel
- Verdienstorden für das Vaterland IV. Klasse (6. Dezember 2019) – für einen großen Beitrag zur Entwicklung der nationalen Kultur und Kunst, langjährige fruchtbare Tätigkeit[7]
- Orden der Ehre (27. Mai 2007) – für Verdienste auf dem Gebiet der Kultur und Kunst und langjährige, fruchtbare Tätigkeit[8]
- Orden der Freundschaft (19. Mai 2003) – für eine langjährige fruchtbare Tätigkeit im Bereich der Kultur und Kunst[9]
- Medaille „Für heldenmütige Arbeit“ (1971)
- Medaille „Zur Erinnerung an den 850. Jahrestag von Moskau“ (1997).
- Volkskünstler Russlands (13. Juni 1996) – für seine Verdienste um den Staat und sein langjähriges, gewissenhaftes Wirken[10]
- Verdienter Kunstschaffender der RSFSR (29. Oktober 1982) –  für Verdienste um die sowjetische Musikkunst[11]
- Preisträger des Schostakowitsch-Preises des russischen Komponistenverbandes D. D. Schostakowitsch